# Xot d'Aràbia
El xot d'Aràbia (Otus pamelae) és una espècie d'ocell de la família dels estrígids (Strigidae). Habita la Península d'Aràbia. El seu estat de conservació es considera de risc mínim.